# Sextus Pompeius
Sextus Pompeius Magnus Pius (* um 67 v. Chr. in Rom; † 35 v. Chr. in Milet) war ein römischer Feldherr und Politiker. Nach dem Tod seines Vaters Gnaeus Pompeius Magnus wurde er Führer der pompeianischen Partei. Als die Caesarianer im Zweiten Triumvirat 43 v. Chr. nach der Macht griffen, leistete er von Sizilien aus Widerstand und blockierte mit seiner Flotte Italien. Von der Propaganda Octavians wurde er als Pirat verunglimpft, doch durch die Rettung der von den Triumvirn verfolgten Senatoren und ihre im Vertrag von Misenum erzwungene Rehabilitierung leistete er einen entscheidenden Beitrag zur Wiederherstellung der Rechtssicherheit im Römischen Reich. Nach jahrelangen, wechselvollen Kämpfen wurde er 36 v. Chr. von Marcus Vipsanius Agrippa besiegt.

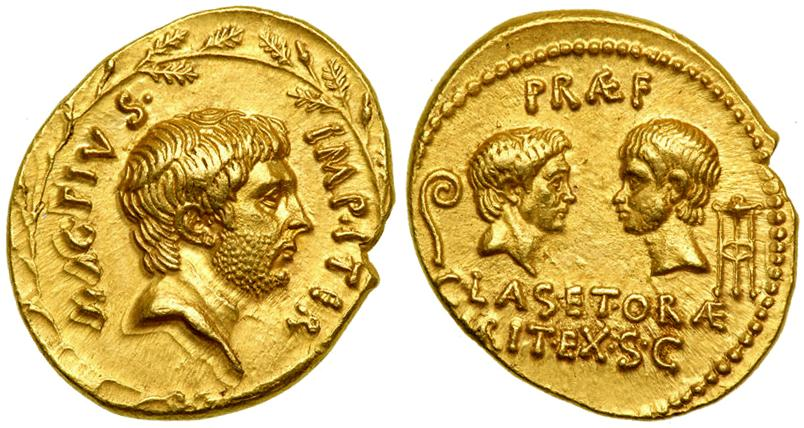
Aureus des Sextus Pompeius, 42–40 v. Chr. geprägt in Sizilien (8,39g). Vorderseite mit Porträt des Sextus Pompeius im Kranz aus Eichenlaub und Aufschrift MAG(ni filius) PIUS IMP(erator) ITER(um). Revers mit Aufschrift PRAEF(ectus) CLAS(sis) ET ORAE MARIT(imae) EX S(enatus) C(onsulto) und Profilen des verstorbenen Vaters (links) und des verstorbenen Bruders (rechts). Links außen ein Lituus, rechts außen ein Dreifuß, zur Bekräftigung seines Anspruchs auf das Amt des Augurs.

## Leben

### Kindheit und Jugend
Sextus Pompeius war der jüngste Sohn von Gnaeus Pompeius Magnus und dessen dritter Frau Mucia Tertia. Nach Appian soll er bei seinem Tod 40 Jahre alt gewesen sein, woraus das Jahr 75 als sein Geburtsjahr abzuleiten wäre. Die fehlende militärische Verwendung bis zum Jahr 47 v. Chr. legt jedoch nahe, dass er erheblich später geboren wurde, unter Berücksichtigung der Feldzüge seines Vaters vielleicht 67 v. Chr. Sein älterer Bruder von derselben Mutter war Gnaeus Pompeius der Jüngere. Zwischen den beiden Brüdern gab es noch eine Schwester, Pompeia.
Nach seiner triumphalen Rückkehr aus dem östlichen Mittelmeerraum ließ Pompeius sich von Mucia Tertia scheiden und heiratete zur Bekräftigung des später so genannten „Ersten Triumvirats“ Iulia, die Tochter Gaius Iulius Caesars, die ab 59 v. Chr. die Stiefmutter der Kinder des Pompeius war. Nach dem Tod Iulias im Jahr 54 v. Chr. und dem Tod des dritten Triumvirn, Marcus Licinius Crassus, in der Schlacht bei Carrhae 53 v. Chr. kam es zur Entfremdung zwischen Pompeius und Caesar, da Pompeius sich wieder der Senatsfraktion um Marcus Porcius Cato den Jüngeren annäherte.
Als Caesar im Jahr 49 v. Chr. den Rubikon überschritt und damit den Bürgerkrieg begann, begleitete Gnaeus der Jüngere seinen Vater und die meisten konservativen Senatoren bei der Flucht in den Osten, wo er als Flottenkommandant eingesetzt wurde. Sextus war dazu offenbar noch zu jung und blieb unter der Obhut seiner neuen Stiefmutter Cornelia Metella zunächst in Rom. Gnaeus Pompeius floh nach seiner Niederlage in der Schlacht von Pharsalos im Jahr 48 v. Chr. zu Schiff nach Mytilene auf der Insel Lesbos, wo Cornelia und Sextus ihn erreichten. Von dort begleiteten sie ihn nach Ägypten, wo Sextus während der Landung am 29. September desselben Jahres vom Schiff aus Zeuge der Ermordung seines Vaters wurde.
Nach dem Mord kehrte Cornelia nach Rom zurück, während Gnaeus und Sextus den Widerstand gegen Caesar in der Provinz Africa fortsetzten. Zusammen mit Metellus Scipio, Cato und anderen Senatoren bereiteten sie sich auf den Kampf gegen Caesar und seine Armee vor. Im Jahr 46 v. Chr. siegte Caesar gegen Scipio in der Schlacht bei Thapsus, woraufhin Cato in Utica Selbstmord beging. Nach der Niederlage floh Sextus mit der pompejanischen Flotte. Auf den Balearen trafen die Brüder wieder zusammen und setzten mit Titus Labienus, einem früheren General Caesars, nach Hispanien über, um eine neue Armee aufzustellen. Dabei erhielt der vielleicht 21-jährige Sextus unter dem Oberbefehl seines Bruders Gnaeus erstmals ein selbständiges Kommando in Corduba, das er zunächst auch gegen die anrückenden Legionen Caesars halten konnte.

### Anfänge in Spanien

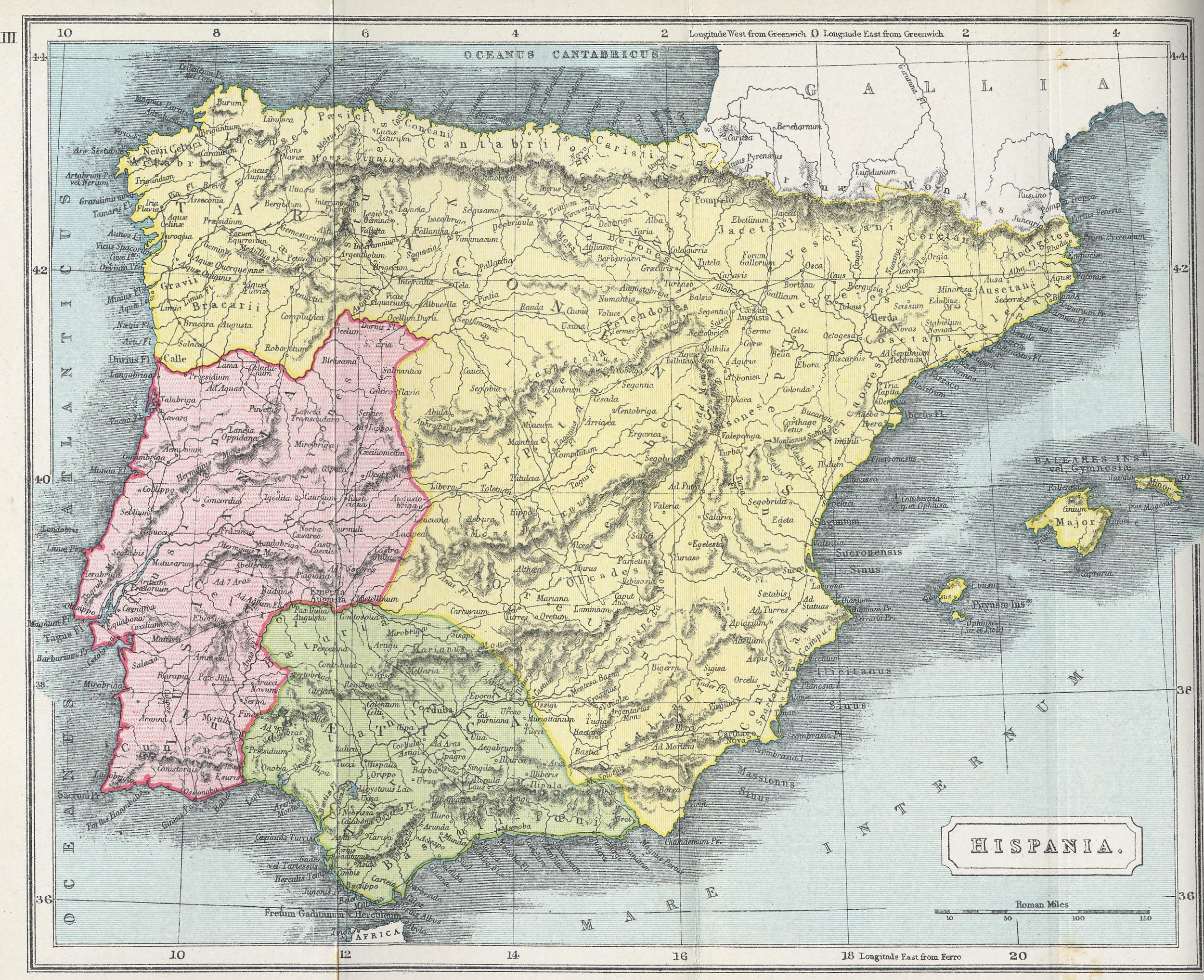
Karte Hispaniens im Altertum

Am 20. April 45 v. Chr. kam es in der Schlacht von Munda zur Entscheidung. Beide Armeen waren stark und wurden von fähigen Generälen geführt. Vermutlich brachte eine Kavallerieattacke Caesars ihm den Sieg. Titus Labienus und schätzungsweise 30.000 seiner Männer starben nicht nur in der Schlacht, sondern auch auf der anschließenden panikartigen Flucht. Gnaeus und Sextus gelang es erneut zu entkommen. Jetzt aber waren Unterstützer nur noch schwer zu finden, da nach dieser Schlacht der endgültige Sieg Caesars eindeutig war. Innerhalb einiger Wochen wurde Gnaeus Pompeius gefangen und wegen Verrats hingerichtet. Als Caesar erneut gegen Corduba vorrückte, verließ Sextus die Stadt und floh in das Land der Keltiberer, wo er freundlich aufgenommen wurde. Caesar sah in ihm offenbar keine Bedrohung mehr und kehrte mit dem größten Teil seiner Truppen nach Rom zurück, um einen Triumph zu feiern.
Daraufhin begann Sextus in Spanien mit kleineren Plünderungen, und nach den ersten Erfolgen erhielt er bald wieder Zulauf von ehemaligen pompejanischen Soldaten und von Arabios, Sohn des numidischen Königs Massinissa II. Im Sommer 44 befehligte er bereits sechs Legionen, denen die Legaten Caesars, Gaius Asinius Pollio und Marcus Aemilius Lepidus, nicht gewachsen waren.
Am 15. März 44 v. Chr. wurde Caesar in Rom von einer Gruppe Senatoren unter Führung von Gaius Cassius und Marcus Iunius Brutus ermordet. Diese Tat provozierte einen erneuten Bürgerkrieg, diesmal zwischen Caesars selbsterklärten politischen Erben und seinen Mördern. Sextus Pompeius war inzwischen nach seinem Sieg über Asinius Pollio zum Imperator ausgerufen worden, und nachdem er von Baetica auf die Tarraconensis ausgegriffen hatte, rechnete man in Rom mit seinem Eingreifen. Sextus zeigte zunächst aber wenig Interesse an der politischen Auseinandersetzung und forderte in einem Schreiben an die Konsuln lediglich die Rückgabe des väterlichen Erbes und die Entlassung aller Heere. Der Konsul Marcus Antonius, der durch Scheinkauf die Güter des Gnaeus Pompeius erworben hatte, suchte nun einen Vergleich mit dem Sohn, der durch Vermittlung des Lepidus auch zustande kam und Sextus 700 Millionen Sesterzen Entschädigung und freie Rückkehr nach Rom zusicherte.

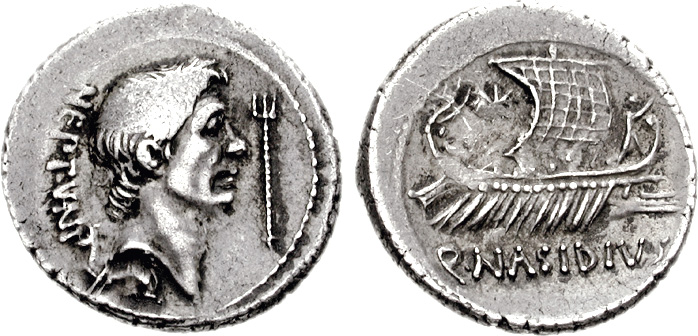
Denarius (3.85 g, 3h) des Sextus Pompeius, geprägt 44 bis 43 v. Chr. in Massilia anlässlich seiner Ernennung zum Präfekten der römischen Flotte. Auf der Vorderseite der Kopf des verstorbenen Vaters Gnaeus Pompeius Magnus mit Blick nach rechts, davor ein Dreizack, darunter ein Delphin und dahinter die Schrift NEPTUNI; auf der Rückseite eine Trireme unter Segeln und ein Stern; Signatur des Münzmeisters Q. NASIDIUS.

### Präfekt der Flotte
Pompeius ging nun mit seiner Flotte nach Massilia, wo er sich noch abwartend verhielt, während er von Marcus Tullius Cicero und der Senatspartei umworben wurde. Antonius suchte den jungen Pompeius auch weiter an sich zu binden und ließ ihn wenig später durch den Senat zum Flottenpräfekten (praefectus classis et orae maritimae) ernennen. Sextus nutzte die neue Position, um die römische Flotte in Massilia zusammenzuziehen.
Nachdem Octavian, der Adoptivsohn Caesars, im August 43 trotz seiner Jugend Konsul geworden war und sich so als eigenständiger Führer der caesarianischen Partei etablieren konnte, war die Rivalität zwischen dem jungen Caesar und dem jungen Pompeius jedoch programmiert, und so wurde Sextus, obwohl er mit der Ermordung Caesars in keinerlei Zusammenhang gestanden hatte, durch die lex Pedia geächtet und seiner amtlichen Stellung für verlustig erklärt. Er hoffte wohl zunächst noch auf eine Revision, aber am 27. November 43 bildeten Octavian, Antonius und Lepidus das Zweite Triumvirat mit dem Ziel, Caesars Tod zu rächen und jegliche Opposition zu unterdrücken. Da auch Pompeius in den Proskriptionslisten der Triumvirn geächtet wurde, musste ihm nun die Unvermeidbarkeit des Kampfes klar werden.
Gestützt auf die vorgelagerten Inseln und die Flotte, gelang es ihm, seinen Anhang durch Überläufer, Piraten, entlaufene Sklaven und vor allem Proskribierte zu vermehren, indem er den Rettern der Verfolgten das Doppelte des von den Triumvirn ausgesetzten Preises versprach. Die Beherrschung des Tyrrhenischen Meeres erlaubte ihm bald auch Überfälle auf verschiedene Küstenorte, während seine Macht und sein Ansehen ständig zunahmen.

### Eroberung Siziliens und Blockadekrieg

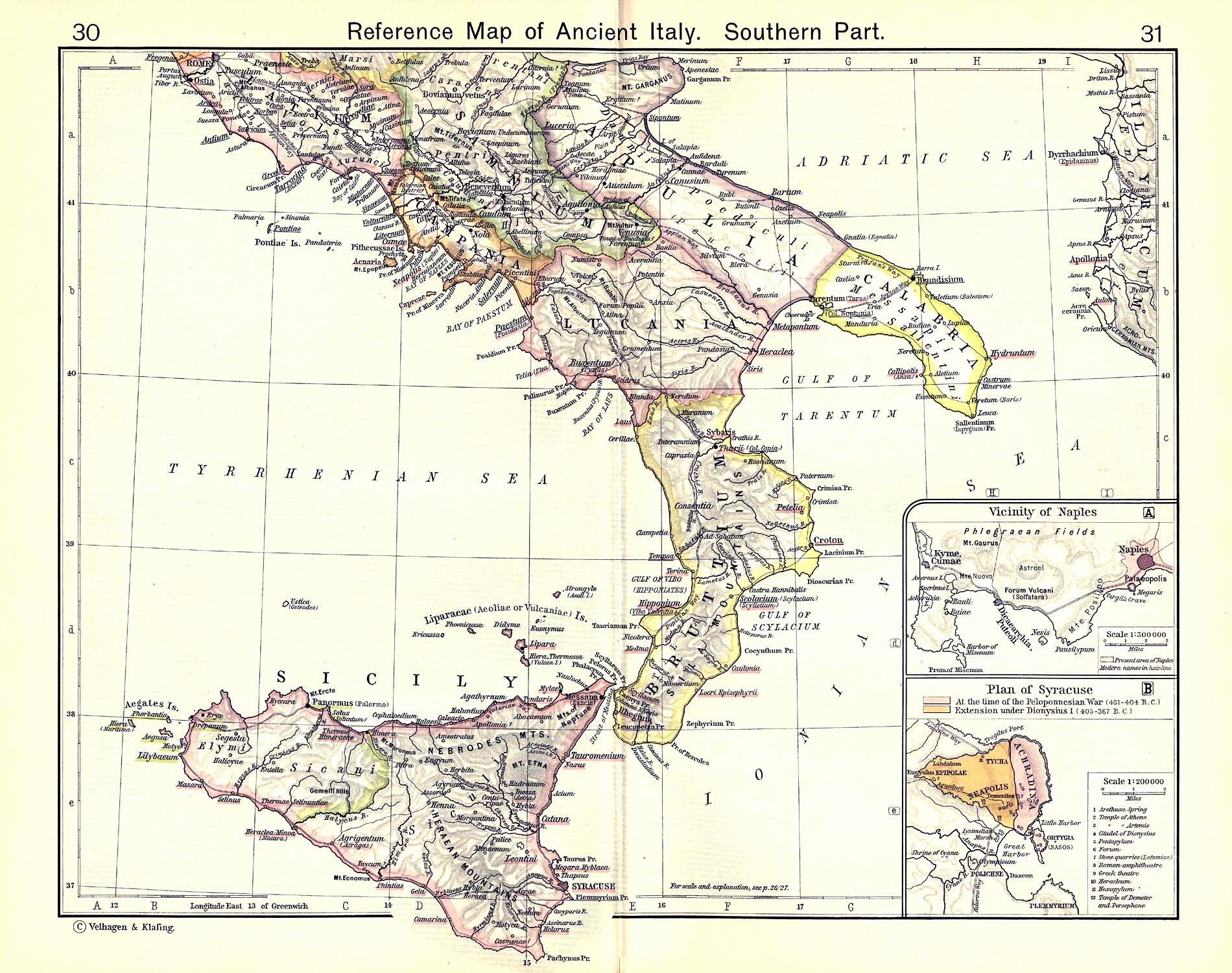
Karte Siziliens und Süditaliens in der Antike mit Syrakus und Golf von Neapel

Zur Gewinnung eines festen Stützpunktes wandte sich Sextus im Dezember 43 in richtiger Einschätzung der strategischen Verhältnisse gegen Sizilien, das er bis zum März 42 unter seine Kontrolle brachte. Den bisherigen Statthalter Pompeius Bithynicus, der Messana übergeben hatte unter der Bedingung, dass sie sich die Regierung teilen würden, ließ Sextus nach einer Anstandsfrist beseitigen. Durch die Eroberung Siziliens bekam der junge Pompeius die Zeit und die Mittel, erneut eine Armee aufzustellen, während seine Flotte von ihrer zentralen Position die Getreideversorgung Roms gefährdete.
Durch Abfangen der Seetransporte und Überfälle auf die Küste erreichte Sextus tatsächlich, dass in Rom eine Hungersnot ausbrach. Octavian entsandte daraufhin im Frühsommer 42 Quintus Salvidienus Rufus mit einer Flotte, die von Pompeius jedoch bei Scyllaeum in der Straße von Messina gestellt und zurückgetrieben wurde. Die Größe dieses Erfolges veranlasste Sextus, den jungen Caesar in einem Schaugefecht zu verhöhnen und sich als Sohn des Meeresgottes Neptun zu bezeichnen, wozu er seinen purpurnen Imperatorenmantel gegen einen blauen vertauschte.

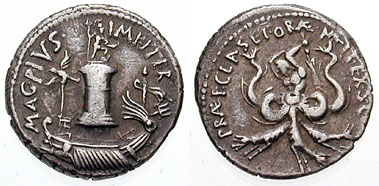
Denarius (3,5 g) des Sextus Pompeius, geprägt 42 v. Chr. anlässlich seines Sieges über die Flotte Octavians. Auf der Vorderseite eine Trireme mit Adler, Szepter und Dreizack vor dem Pharos von Messina mit der Statue Neptuns. Auf der Rückseite das Monster Skylla, das Octavian besiegt haben soll.

Nach der Doppelschlacht von Philippi und dem anschließenden Suizid der Caesarmörder Cassius und Brutus flohen die Überlebenden unter Lucius Staius Murcus mit beachtlichen Geldmitteln, zwei Legionen, 500 Bogenschützen und 80 Schiffen nach Sizilien. Auch mit dieser Verstärkung vermied Sextus eine eindeutige Frontstellung gegen Octavian und suchte lediglich eine Verbindung zu Antonius. Nach Ausbruch der Feindseligkeiten zwischen den Triumvirn bat Antonius um Unterstützung, und Sextus sandte seinen Flottenkommandanten Menodoros zum Angriff auf Sardinien und Korsika, die nach kurzem Kampf erobert wurden (wobei der Freibeuter Marcus Titius im Narbonensischen Meer gefangen genommen wurde), während Sextus selbst mit Flotte und Reiterei die Städte Thurii und Consentia in Bruttium angriff.
Trotz dieser tatkräftigen Unterstützung wurde Sextus im Vertrag von Brundisium, mit dem die Streitigkeiten zwischen den Triumvirn im September 40 beigelegt wurden, von Antonius übergangen, weshalb er seine Eroberungen behielt und den Kaperkrieg fortsetzte. Die Versorgungsschwierigkeiten führten in Rom zu Sympathiekundgebungen für Pompeius, die schließlich in offenen Aufruhr übergingen. Diesem Druck der Straße musste Octavian schließlich nachgeben, so dass er Mucia Tertia, die Mutter des Sextus, nach Sizilien schickte und für den folgenden Sommer eine Zusammenkunft vereinbarte.

### Vertrag von Misenum

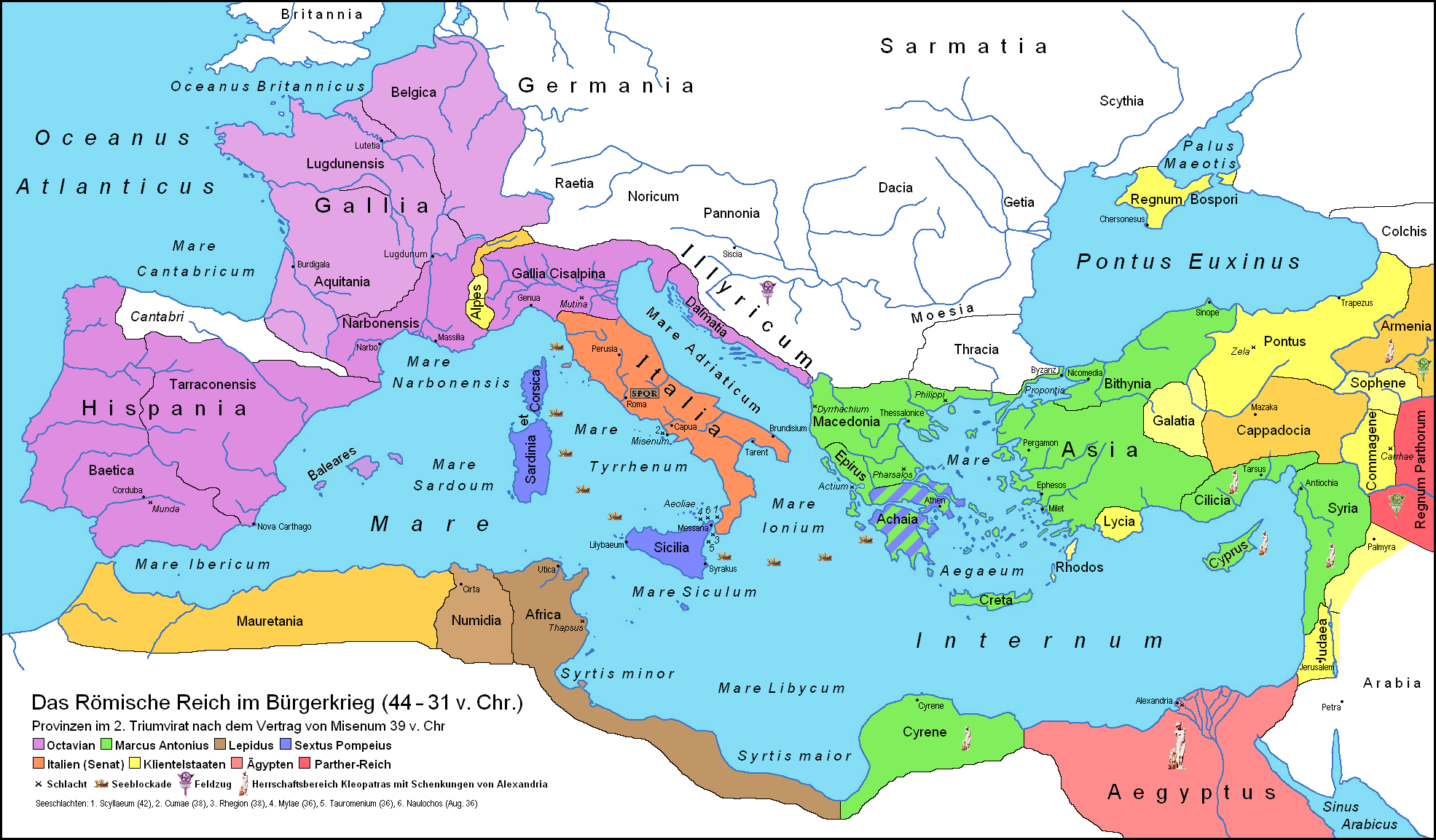
Karte des Römischen Reiches nach dem Vertrag von Misenum
Octavians Machtbereich
Antonius’ Machtbereich
Provinzen des Lepidus
Seereich des Sextus Pompeius
Königreich Ägypten (Kleopatra)
Vasallenstaaten
Parther-Reich

Im Frühsommer 39 kam Sextus mit seinem Schwiegervater Lucius Scribonius Libo an der Spitze seiner besten Schiffe zur Zusammenkunft mit Antonius und Octavian nach Misenum. Während Octavian durch die anhaltende Blockade Italiens erschöpft war, suchte Antonius Entlastung im Westen, um alle verfügbaren Truppen für seinen geplanten Feldzug gegen die Parther freizubekommen. Im Lager des Pompeius drängten dagegen die um ihre Rehabilitation und Rückkehr bemühten Flüchtlinge auf eine Verständigung. So kam es nach einigem Hin und Her zur Übereinkunft im Vertrag von Misenum, der Sextus in der Herrschaft über Sizilien, Sardinien und Korsika bestätigte, wofür er Getreide nach Italien liefern und den Seeverkehr sichern sollte. Ferner sollte er von Antonius die Provinz Achaia erhalten, und für die Zukunft wurde ihm das Konsulat gemeinsam mit Octavian in Aussicht gestellt. Dazu erhielt er die Augurenwürde sowie Anspruch auf Erstattung des väterlichen Erbes und Versorgung der Veteranen. Von größter Bedeutung war jedoch der Schlussstrich unter die offene Wunde der Proskriptionen: Mit Ausnahme der Caesarmörder wurde allen Flüchtlingen und Proskribierten die ungehinderte Rückkehr erlaubt und eine Entschädigung versprochen.

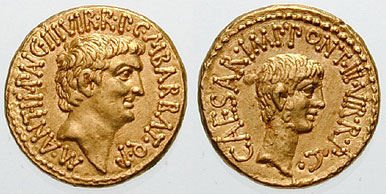
Marcus Antonius und Octavian, Aureus 41 v. Chr.

Bei den sich an den Vertragsabschluss anschließenden Festlichkeiten auf dem Schiff des Pompeius soll ihm sein griechischer Admiral Menodoros gemäß einer von Plutarch und Appian überlieferten Anekdote heimlich den Vorschlag gemacht haben, sich der beiden Triumvirn zu bemächtigen und so die Machtfrage im Handstreich zu entscheiden.
„Soll ich,“ sagte er, „die Taue durchschneiden und dich zum Herrn nicht nur Siziliens und Sardiniens, sondern des ganzen Römischen Reiches machen?“
Sextus Pompeius antwortete angeblich, er hätte es tun sollen, ohne ihn zu fragen, da er nunmehr durch den beeidigten Vertrag gebunden sei.
Nach den Versöhnungsfeiern kehrten die meisten Flüchtlinge nach Rom zurück. Die meisten anderen für Sextus positiven Bestimmungen traten indes nie in Kraft, und schon bald nach Vertragsabschluss kam es wieder zu Streitigkeiten, da Antonius die Herausgabe von Achaia verweigerte.

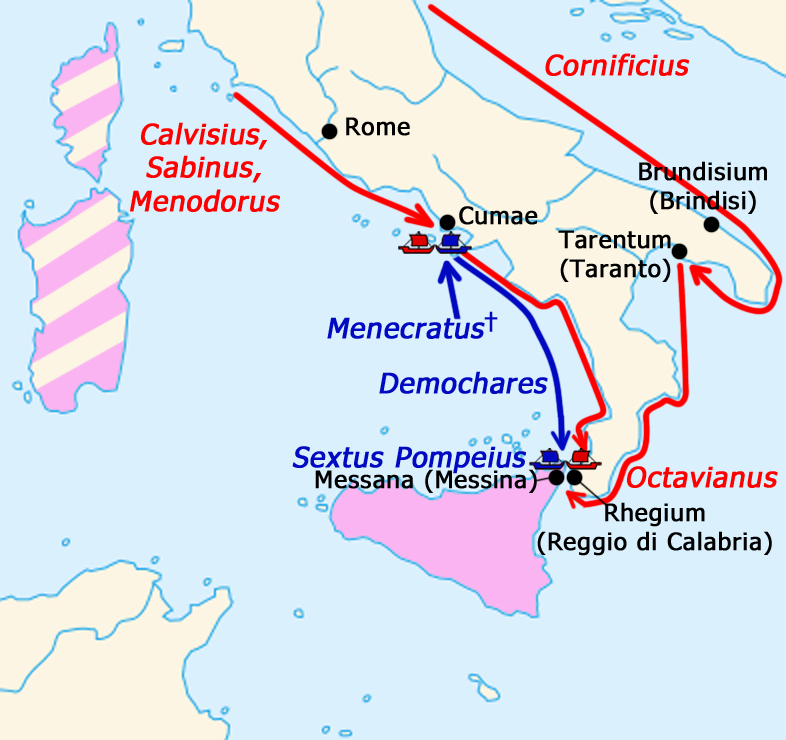
Operationen 38/37 v. Chr.

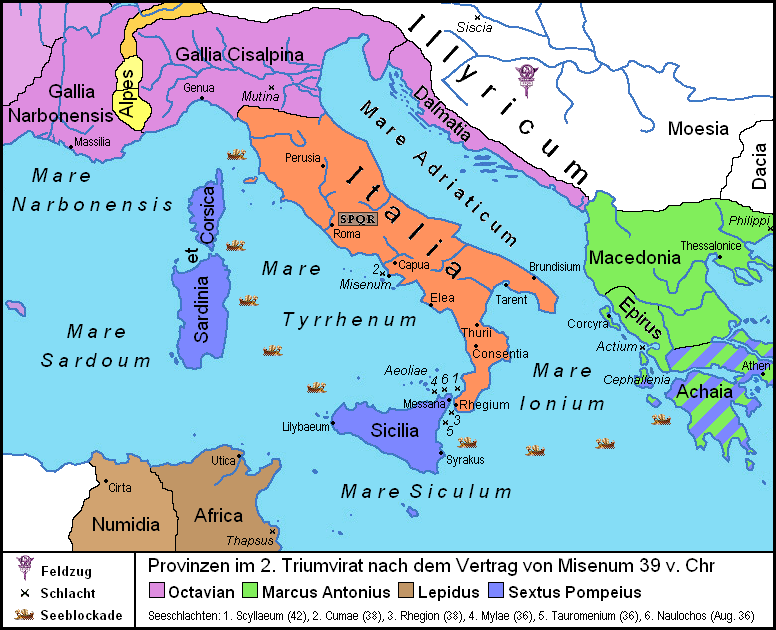
Der Kriegsschauplatz Italien mit den Seeschlachten 42–36 v. Chr.

### Festung Sizilien
Einen weiteren schweren Rückschlag erlitt Pompeius kurz darauf durch die Untreue seines Admirals Menodoros, der Anfang 38 mit drei Legionen und sechzig Schiffen zu Octavian überlief und als Mitgift die Inseln Sardinien und Korsika übergab. Nach dieser schweren Niederlage nahm Sextus den Blockadekrieg sofort in schärfster Form wieder auf.
Da Octavian inzwischen eine beachtliche Flotte besaß, hielt er den Zeitpunkt für den Gegenschlag für gekommen und beorderte seine Schiffe unter dem Kommando des Calvisius Sabinus und des Menodoros nach Süden. Auf der Höhe von Cumae trafen sie auf die Flotte des Pompeius. Dessen Admiral Menekrates brachte dem Gegner schwere Verluste bei, kam jedoch im Zweikampf mit dem Verräter Menodoros ums Leben, so dass sein Stellvertreter Demochares den Rückzug befahl.

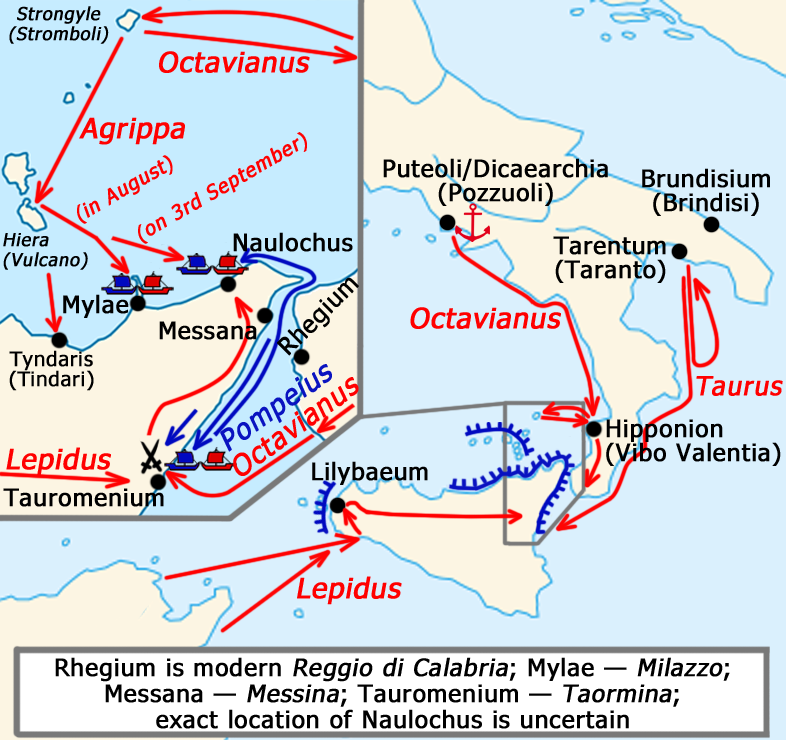
Operationen 36 v. Chr.

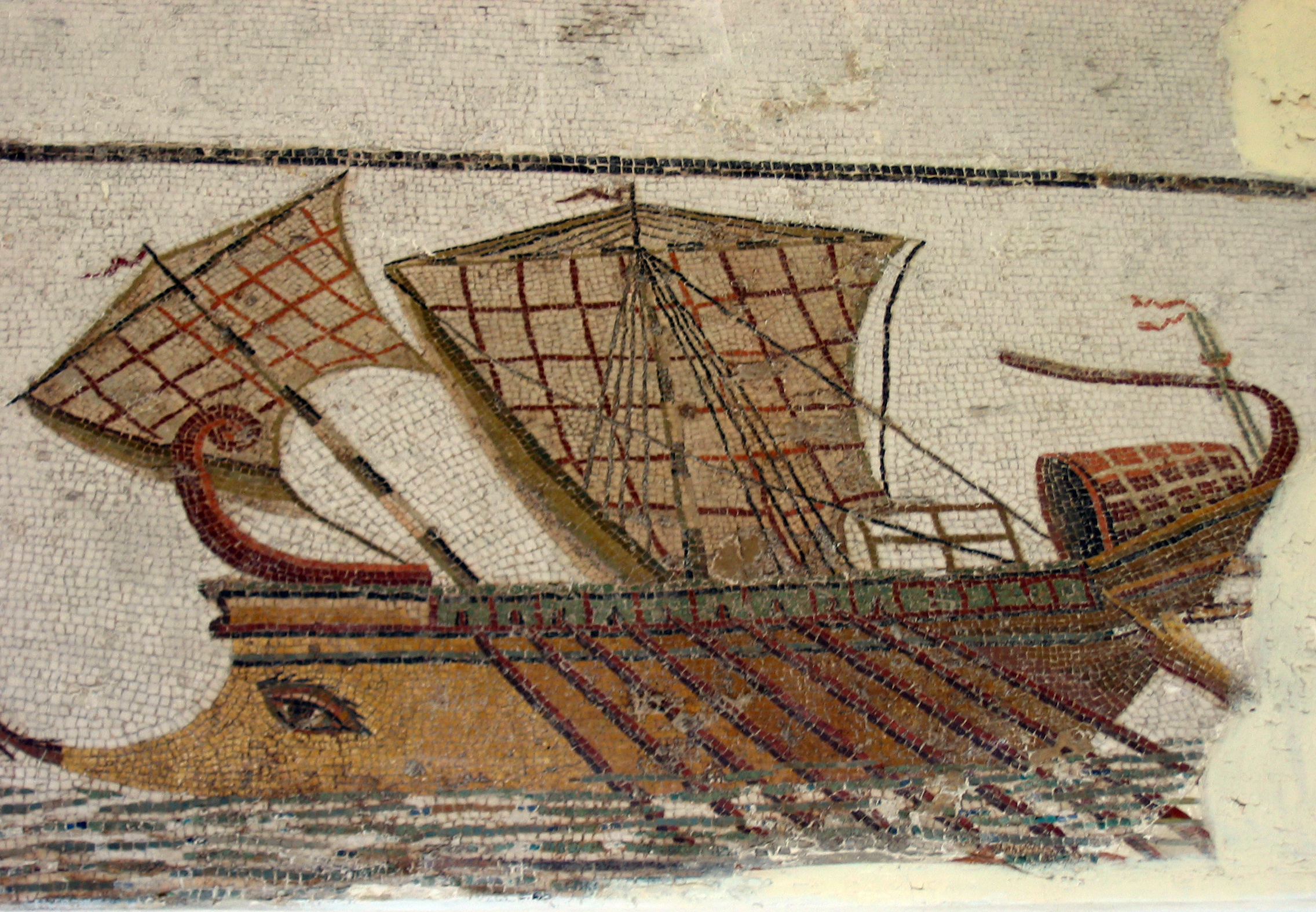
Römische Trireme (Mosaik, Tunesien)

So konnte Octavian seine Schiffe weiter bis nach Scyllaeum vorschieben. Er selber begab sich zu seiner adriatischen Flotte, die sich vom Ionischen Meer näherte. Im schwierigen Fahrwasser der Straße von Messina wurde der junge Caesar jedoch von Demochares attackiert, und als sein Schiff sank, musste er sich schwimmend an Land retten. Zwar konnte Demochares in der Seeschlacht von Messina die Vereinigung der beiden feindlichen Flotten nicht verhindern, doch am folgenden Tag zog ein schwerer Sturm die Geschwader Octavians derart in Mitleidenschaft, dass an eine Invasion auf Sizilien nicht mehr zu denken war.
Octavian war nun gezwungen, Antonius um Hilfe zu bitten, der ihm im Abkommen von Tarent 37 v. Chr. 120 Schiffe zum Kampf gegen den „Seekönig“ überließ. Zu diesen kamen bald noch die exzellenten Schiffe, die Marcus Vipsanius Agrippa auf den Seen um Baiae baute, so dass Pompeius auf Sizilien bald ganz umstellt war, zumal sich auch noch Lepidus mit Octavian einigte und von seiner Provinz Africa aus die Westspitze Siziliens bedrohte. Kurz vor Beginn der Invasion ging Menodoros Ende 37 mit sieben Schiffen wieder zu seinem alten Herrn über.

### Invasion und Niederlage

Die Straße von Messina

Der konzentrische Angriff begann am 1. Juli 36, doch bereits zwei Tage später brach im gesamten Seegebiet ein Sturm los, der vor allem die Flotte Octavians auf der Höhe von Elea in Mitleidenschaft zog, während sich die Schiffe des Antonius unter dem Kommando des Statilius Taurus nach Tarent zurückzogen und Lepidus nur unter Verlusten bei Lilybaeum landen konnte. Sextus ließ auch diese Gelegenheit zu einem Gegenschlag verstreichen und schickte lediglich seinen alten Admiral Menodoros mit sieben Schiffen zur Störung der Reparaturarbeiten, was dieser prompt nutzte, um erneut überzulaufen.
Nach Abschluss der Reparaturen rückten die Flotten Octavians daher bald wieder vor. Während Agrippa von Elea die Äolischen Inseln besetzte und Sizilien von Norden bedrohte, ging Octavian über Land zum Geschwader des Statilius Taurus, um den Angriff von Osten vorzutragen.

Der Hafen von Messina

Unterdessen kam es bei Mylae zum Gefecht zwischen der Flotte Agrippas und der dort von Sextus zurückgelassenen Bedeckung unter Demochares, dem noch ein weiterer Admiral, Apollophanes, zu Hilfe eilte. Die Flotte des Pompeius verlor dreißig Schiffe, konnte sich aber in guter Ordnung nach Messina zurückziehen und stand daher bereits am folgenden Tag bereit, um einen Landungsversuch Octavians bei Tauromenium zu vereiteln, wobei Sextus parallel mit seiner Reiterei an der Küste vorrückte. Von den rund 130 Schiffen des Statilius Taurus wurden über 60 versenkt, und selbst Octavian konnte sich nur mit Mühe retten.
Dennoch konnte Pompeius die Vereinigung der gelandeten Truppen nicht mehr verhindern und wurde so bald auf den Nordosten Siziliens um Messana beschränkt. Octavian nahm nun eine Stadt nach der anderen, und Sextus blieb nichts anderes übrig, als die Entscheidung zur See zu suchen. So machte er dem jungen Caesar den Vorschlag einer Entscheidungsschlacht, für die Ort, Zeit und Zahl der Schiffe festgesetzt wurden. Ende August 36 trafen die beiden Flotten mit je 300 Schiffen in der Bucht von Naulochos aufeinander. Octavian und Pompeius selbst nahmen nicht daran teil und überließen die Leitung Agrippa bzw. Demochares und Apollophanes. Der Kampf endete, nachdem Agrippa der Durchbruch gelungen war, mit einer vollständigen Niederlage des Pompeius, von dessen Schiffen 163 genommen oder versenkt wurden.

### Flucht und letzte Kämpfe
Pompeius entkam mit 17 Schiffen nach Messina, das er noch in der Nacht mit seiner Tochter und seinen Schätzen Richtung Osten verließ. Unverfolgt fuhr er zunächst nach Kerkyra und Kephallenia, während Octavian in Sizilien Lepidus entmachtete. In Kephallenia forderte Sextus seine Anhänger auf, jeder möge für sich seine Rettung suchen. Ende 36 v. Chr. ging er weiter nach Lesbos, wohl in der Absicht, sich Antonius anzuvertrauen. Als er jedoch von dessen Misserfolgen gegen die Parther und von den weiteren Ereignissen in Sizilien hörte, sah er wieder eine Chance und legte sich erneut die Feldherrenwürde zu, um eine neue Armee und Flotte aufzustellen. Bei der Rückkehr des Antonius nach Alexandria sandte er diesem sodann ein Bündnisangebot. Gleichzeitig suchte er aber auch Verbindung zu Thrakien, Pontos und den Parthern aufzunehmen, ein Doppelspiel, das bald entdeckt wurde, als seine nach Parthien abgeordnete Gesandtschaft von Antonius abgefangen wurde.

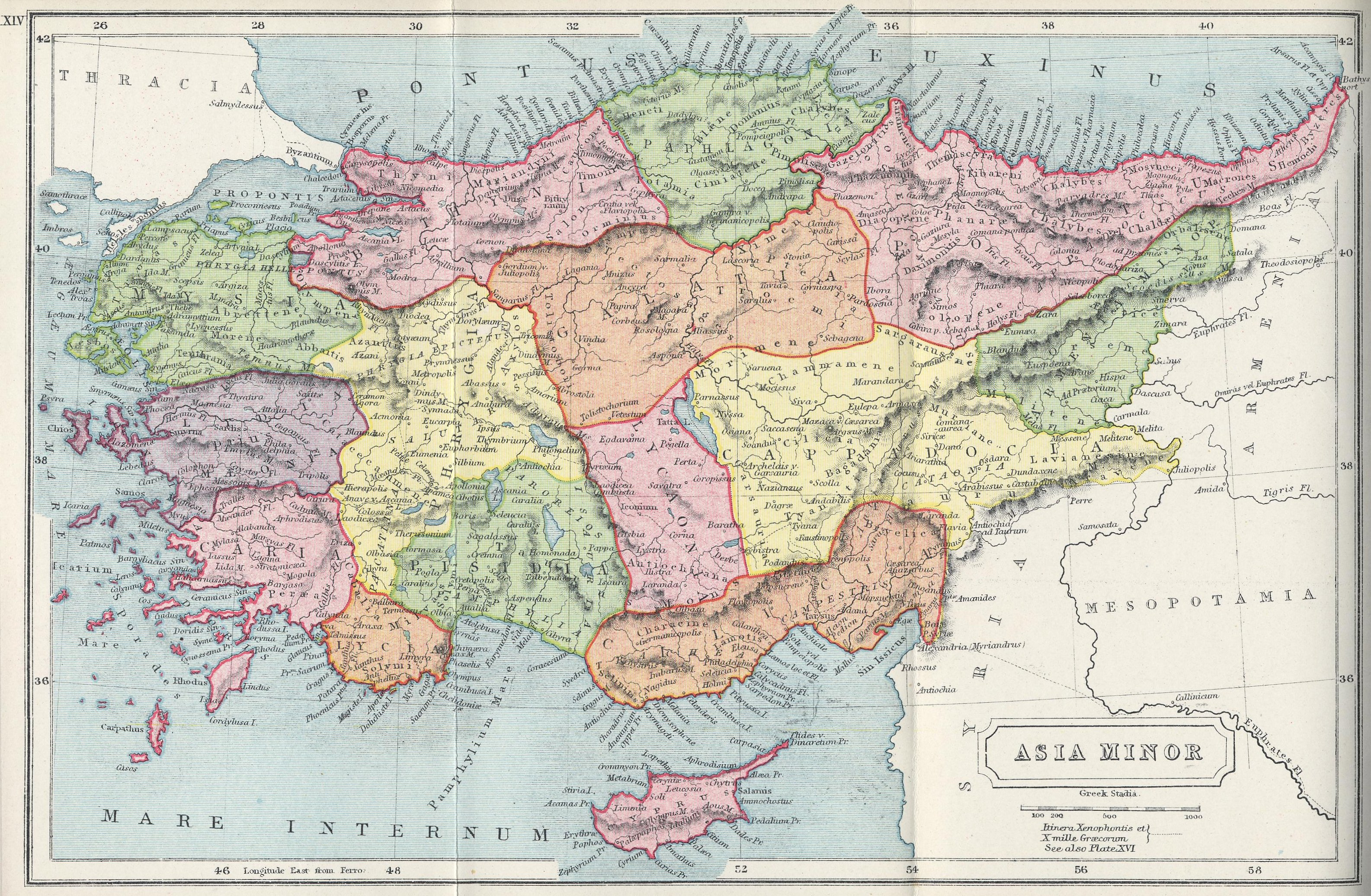
Karte Kleinasiens in der Antike

Antonius beauftragte nun seinen Legaten Marcus Titius, dem Flüchtigen mit Land- und Seestreitkräften entgegenzuziehen und ihn nötigenfalls zu bekämpfen. Wäre Pompeius jedoch zur Unterwerfung bereit, sollte Titius ihm ehrenvolles Geleit nach Alexandria geben. Unterdessen war aber Pompeius Anfang 35 v. Chr. im nordwestlichen Kleinasien gelandet, ohne dass ihn Gaius Furnius, der Statthalter der Provinz Asia, darin gehindert hätte, denn Furnius hatte dafür zu wenig Truppen und kannte den Beschluss von Antonius noch nicht. In Bithynien konnte Pompeius Lampsakos, Nikaia und Nikomedia erobern, doch dann traf Titius aus Syrien kommend mit seiner Armee und 120 Schiffen ein. Zu ihnen stießen bei Prokonnesos weitere 70 Schiffe des Antonius, der Rest jener Flotte, die früher Octavian beim Kampf gegen Pompeius unterstützt hatte und nun von Sizilien zurückkehrte.
Da Titius Verhandlungen ablehnte und mit seinen Seestreitkräften weit überlegen war, verbrannte Sextus Pompeius seine Flotte, integrierte deren Besatzungen in sein Landheer und wollte über Bithynien nach Armenien gelangen. Dabei wurde er von den Heeren des Titius, Furnius und Amyntas, des Königs der Galater, verfolgt. Zwar konnte Pompeius seinen Gegnern durch einen Überfall Verluste beibringen, doch wurde seine Lage rasch ziemlich aussichtslos. Er bat Furnius, einen Freund seines Vaters, um Verhandlungen, bot ihm seine Ergebung an und wollte von ihm zu Antonius geleitet werden, was Furnius ablehnte mit der Forderung, er müsse sich Titius ergeben. Dies lehnte Pompeius jedoch ab, weil er Titius, den er einst als Gefangenen begnadigt hatte, für undankbar hielt.

### Gefangennahme und Tod
In dieser Situation versuchte Sextus nachts, mit leichtbewaffneten Truppen heimlich die Küste zu erreichen und die Schiffe des Titius in Brand zu stecken. Da jedoch sein Stiefbruder Marcus Aemilius Scaurus den Plan verriet, konnte ihn Amyntas mit 1500 Reitern bei Midaeion in Phrygien einholen und gefangen nehmen. Auf Befehl des Titius wurde er nach Milet überstellt und dort etwa im Sommer 35 v. Chr. ohne Gerichtsverfahren hingerichtet. Sein gewaltsamer Tod wurde eines von Octavians Argumenten in seinem Kampf gegen Antonius einige Jahre später, als die Situation zwischen ihnen untragbar geworden war.
Ob Titius bei dieser Hinrichtung selbständig, auf Befehl des Antonius oder des Munatius Plancus handelte, ist unsicher und war schon in der Antike umstritten. Der kaiserzeitliche Historiker Cassius Dio gibt an, Antonius habe zuerst in einem Brief an Titius das Todesurteil befohlen, dieses aber in einem zweiten Schreiben wieder aufgehoben. Trotzdem sei die Exekution des Pompeius erfolgt, weil Titius die Briefe absichtlich oder auch irrtümlicherweise verwechselt habe, wobei letzteres angesichts der Verhältnisse des antiken Briefwesens aber eher unwahrscheinlich erscheint. Nach dem Geschichtsschreiber Appian ließ Titius den Pompeius aus Zorn wegen einer früheren Beleidigung oder im Auftrag von Antonius töten, doch habe im letzteren Fall vielleicht nicht der Triumvir selbst, sondern der mit dessen Siegel unterzeichnende Munatius Plancus den Befehl erteilt. Antonius habe nämlich laut einigen Appian vorliegenden Quellen mit Rücksicht auf die ägyptische Königin Kleopatra VII., die Pompeius wohlgesinnt war, ebenso wie wegen dessen Ansehen nicht als Hauptverantwortlicher erscheinen wollen. Trotz der widersprüchlichen Quellenlage erscheint es jedenfalls ziemlich sicher, dass dieses Urteil mit Wissen und Einverständnis des Antonius erfolgte.
Die Tat fand die Zustimmung Octavians, nicht aber der Bevölkerung Roms. Als Titius nach seiner Rückkehr Spiele im Theater des Pompeius ausrichten wollte, musste er sich vor der aufgebrachten Menge in Sicherheit bringen. Im selben Jahr 35 v. Chr. wurde ein gleichnamiger Senator Sextus Pompeius Konsul, vermutlich um die Zusage von Misenum auf diese recht zynische Weise „einzuhalten“. Da bei den Wahlen zum Jahresende auch Scribonius Libo neben Marcus Antonius zum Konsul gewählt wurde, ist zu vermuten, dass die Triumvirn durch diese Personalentscheidungen auch die Anhänger des Sextus zu beschwichtigen suchten.

## Betrachtung

### Partei
Nach der Schlacht von Munda schien die Partei des Pompeius zunächst vernichtet; Sextus gelang es aber bald, sie wieder aufzurichten. Die Senatspartei beförderte ihn dann zu einem ehrenvollen Amt und gab der pompejanischen Partei damit wieder einen offiziellen Anführer. Einige Flottenkommandanten, nicht nur unter den Freigelassenen, waren wohl auch in der schwersten Zeit in Spanien bei ihm geblieben und halfen ihm bei der Zusammenziehung der Flotte in Massilia.
Nach den Proskriptionen vergrößerte Sextus seine Anhängerschaft erheblich durch den Zustrom von Flüchtlingen, und nach der Schlacht von Philippi kamen weitere aus dem Heer der Caesarmörder. Sextus war offenbar ein charismatischer Führer, der es verstand, seine Anhänger dauerhaft an sich zu binden. An seiner alleinigen Führerschaft ließ er keinen Zweifel aufkommen. Notfalls verteidigte er sie, so antike Quellen, auch durch Auftragsmorde. Beispiele waren jener an Pompeius Bithynicus, dem vorherigen Statthalter Siziliens, und an Staius Murcus, der ungefähr zur Zeit der Konferenz von Misenum in Syrakus ermordet wurde, möglicherweise als Treuepfand für das Entgegenkommen Octavians. Trotz dieser beiden negativen Episoden blieben die meisten Parteianhänger Sextus treu und viele verließen ihn erst während der letzten verzweifelten Kämpfe in Bithynien.

### Politik

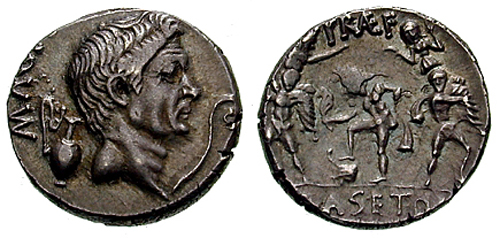
Denarius (3,8 g) des Sextus Pompeius aus dem Jahr 40 v. Chr. im Andenken an seinen Vater Gnaeus Pompeius Magnus. Auf der Vorderseite dessen Konterfei und die Inschrift MAG PIVS IMP ITER, auf der Rückseite Neptun mit dem Fuß auf einem Schiffsbug zwischen dem Brüderpaar Amphinomos und Anapias und der Inschrift CLAS ET ORÆ / MARIT EX S C.

Triebfeder des Sextus Pompeius war zumindest in den ersten Jahren nicht das Streben nach Macht, sondern das Andenken an seinen großen Vater, dessen volle bürgerliche und moralische Wiederherstellung (restitutio) er zu seinem politischen Programm erhob. Pietas war das Losungswort der Pompeianer bei Munda, und die auf den Münzen erscheinende Wendung Mag. f. („Sohn des Magnus“) mit dem Beinamen Pius unterstreicht dies ebenso wie das für manchen Revers gewählte Bild des Brüderpaars Amphinomos und Anapias.
Darüber hinaus hatte der junge Pompeius nach fünf Jahren Bürgerkrieg zunächst eine recht pazifistische Einstellung gewonnen, wie seine Forderung nach Auflösung aller Heere bezeugt. Sein erstes Anliegen war die Rückkehr nach Rom. Nach seiner Ächtung in der Lex Pedia musste er jedoch die Unvermeidlichkeit des Kampfes erkennen. Nicht der Ehrgeiz, sondern die Verfolgung durch die Caesarianer trieb ihn in den Kampf. Erst der Machtzuwachs als unbeschränkter Herrscher Siziliens und des westlichen Mittelmeeres ließ dann in der Folge seine Ambitionen allmählich anwachsen.
Eine republikanische Gesinnung wie bei Cicero, Cato oder den Caesarmördern ist deshalb nicht zu erkennen, und geistig schien Pompeius vielmehr den Triumvirn nahezustehen, die ebenfalls für das Andenken eines großen Mannes kämpften. Anders als diese ließ er sich aber keine offenen Rechtsbrüche zuschulden kommen.

### Propaganda
Die Erinnerung an das Andenken seines Vaters war die stärkste Propagandawaffe des Sextus Pompeius. Bei verschiedenen Gelegenheiten, insbesondere in Spanien und selbst noch zuletzt in Kleinasien, schien es deshalb, als ob der Klang seines Namens allein genügte, um sofort Scharen von Anhängern anzuziehen.
Sextus verband dies jedoch auch geschickt mit einer Betonung seiner Treue zur republikanischen Verfassung, indem er etwa auf seinen Münzen die Rechtmäßigkeit seiner vom Senat verliehenen Stellung hervorhob (Praefectus Classis ex Senatus Consulto).
In seiner Selbstdarstellung setzte er sich gegenüber den Caesarianern aber nicht nur durch Betonung seiner Verfassungstreue ab, sondern auch dadurch, dass er sich als Seeherrscher stilisierte, wobei er in den Mitteln mitunter seinen Konkurrenten Octavian nachahmte oder zu übertrumpfen suchte. Während Octavian seine Abstammung über Caesar auf die Göttin Venus zurückführte, behauptete Sextus, wohl in Anspielung auf die großen Leistungen seines Vaters im Seekrieg, vom Meeresgott Neptun abzustammen. Nach seinen Seesiegen über Octavian unterstrich er diese Gegenüberstellung durch demonstrative Meeresopfer und einen blauen Imperatorenmantel.
Die Tatsache, dass seine Seeblockade in der Hauptstadt wiederholt schwere Hungersnöte heraufbeschwor, schien seiner Popularität dagegen keinen Abbruch zu tun. Seine Propaganda war tatsächlich derart erfolgreich, dass es in Rom immer wieder zu Tumulten und Unruhen der pompeianischen Partei kam, die Octavian schließlich zum Einlenken zwang.

### Diplomatie
Diplomatisches Geschick bewies Sextus erstmals in Massilia, wo er allein durch sein Erscheinen beträchtliche Zugeständnisse sowohl von Antonius wie von Cicero und der Senatspartei erreichte. Cicero lobte auch den gepflegten Stil seiner Schreiben an die Konsuln.
Im Vorfeld der Konferenz von Misenum zeigte Sextus, dass er auch die Familienbande zu nutzen wusste, indem er Iulia, die Mutter des Antonius, die nach dem Perusinischen Krieg zu ihm nach Sizilien geflohen war, freundlich empfing und ihr prunkvolles Geleit zu ihrem Sohn nach Athen gab, um diesem eine Übereinkunft vorzuschlagen, die sich wohl in erster Linie gegen den zu mächtig gewordenen Octavian richten sollte. Der junge Caesar wusste der Gefahr der Isolation jedoch zu begegnen, indem er selbst Mucia Tertia, die Mutter des Pompeius, zu diesem nach Sizilien schickte. Pompeius antwortete darauf durch Entsendung seines Schwiegervaters Scribonius Libo, der in Rom die Heirat seiner Schwester mit Octavian in die Wege leitete und als Vermittler die Konferenz von Misenum vorbereitete.
Bei der Konferenz selbst wusste Sextus durch seine gepflegten Umgangsformen zu beeindrucken, indem er etwa Antonius durch ein Wortspiel daran erinnerte, dass dieser sich in Rom das väterliche Haus des Pompeius im Stadtteil Carinae angeeignet hatte: Als sie nämlich das Flaggschiff des Sextus betraten, wies dieser auf die Planken und sagte,
„Haec sunt meae carinae.“
(„Dies sind meine Schiffskiele.“)
Das Ziel, als dritter Mann an Stelle des Lepidus ins Triumvirat aufgenommen zu werden, erreichte Sextus jedoch nicht, und nach dem unstreitigen Zwischenerfolg scheiterte er in der Folge an der unnachgiebigen Zielstrebigkeit Octavians und der autolesionistischen Wankelmütigkeit des Antonius, denen er nach seiner Niederlage und Flucht in den Osten zuletzt nur noch ein leicht durchschaubares Doppelspiel entgegenzusetzen wusste.

### Strategie
In seiner politischen Strategie vermied Sextus Pompeius bis zum Vertrag von Misenum und darüber hinaus nach Möglichkeit jede direkte Herausforderung der Caesarianer, und während der ganzen Zeit machte er keinen ernsthaften Versuch, auf Italien überzugreifen. Stattdessen beschränkte er sich auf den Blockadekrieg und eine geschickte Propaganda, um wirtschaftlichen und politischen Druck auf seine Gegner auszuüben und diese zum Einlenken zu zwingen.
Zu den Caesarmördern hielt er sich auf Distanz und beschränkte sich lediglich darauf, den von den Triumvirn Verfolgten seinen Schutz anzubieten. Diese großzügige und wirksame Hilfe verfehlte keineswegs ihre Wirkung in Rom, wo Pompeius so beliebt war, dass die Menge bereits protestierte, wenn nur die Statue des Neptun in der Prozession ausblieb. Die Rückkehr der Proskribierten nach dem Vertrag von Misenum dürfte diese Dankbarkeit noch einmal deutlich gesteigert haben. Tatsächlich war dieser Vertrag von höchster Wichtigkeit für die Rechtssicherheit im Reich, zum Vorteil vor allem Octavians, der freilich in seinem Programm andere Prioritäten verfolgte.

### Taktik
In Unterschätzung der Entschlossenheit Octavians verharrte Sextus Pompeius militärisch meist in der Defensive, dabei seinem Vater nicht unähnlich. So unternahm er keinen ernsthaften Versuch, auf Africa oder Italien überzugreifen, um sich aus der Umklammerung durch die Triumvirn zu befreien und einen entscheidenden strategischen Vorteil über seine Gegner zu erlangen. Trotz dieser Schwäche war jedoch auch seine Leistung als Feldherr beeindruckend, vor allem sein Organisationstalent und sein strategisches Verständnis für Flottenoperationen, die Sextus als wahren Sohn seines großen Vaters ausweisen.
Die taktische Führung im Seekrieg überließ er aber den Freigelassenen aus dem Piratenkrieg, deren unbestrittene Kompetenz freilich nicht in jedem Fall mit entsprechender Zuverlässigkeit gepaart war. Sextus selbst zeichnete sich dagegen durch seinen Angriffsgeist und seine Tapferkeit im Landkrieg aus, wo seine tollkühnen Aktionen selbst von seinen Gegnern bewundert wurden.

### Charakter
Verschiedene Episoden lassen offenkundig einen Charakterzug überdurchschnittlicher Ritterlichkeit erkennen, wobei nicht nur an die Rettung der Proskribierten oder an seine Haltung in Misenum zu denken ist. Auch wenn er keineswegs als naiv eingeschätzt werden sollte und notfalls, nach unseren Quellen, in wenigstens zwei Fällen selber zum Auftragsmord griff, um seine Macht zu sichern, ließen ihn die negativen Erfahrungen mit seinen Mitmenschen lange Zeit erstaunlich unberührt, wie etwa seine „Rücküberstellung“ des Menodoros oder die Übereinkunft zur Entscheidungsschlacht bei Naulochos bezeugen. Bis zu diesem unglücklichen Tag ist an seiner Haltung darum kaum etwas auszusetzen, und erst die Niederlage scheint ihn zuletzt tief getroffen zu haben, so dass er nun die Rolle als „Vorkämpfer der Verfolgten“ aufgab und Zuflucht zu ähnlich zweifelhaften Methoden wie die Triumvirn suchte.

## Chronologie
- 67 v. Chr. – Vermutliches Geburtsjahr (nach Appian 75 v. Chr.)
- 48 v. Chr. – Flucht nach Ägypten in Begleitung seines Vaters, der bei der Ankunft ermordet wird
- 47 v. Chr. – 46 v. Chr. – In Begleitung seines Bruders Gnaeus Pompeius in Africa
- 45 v. Chr. – Erstes Kommando in Spanien, Niederlage der Pompeianer bei Munda und Tod des jungen Gnaeus
- 44 v. Chr. – Wiederaufnahme des Kampfes in Spanien, Sieg über Asinius Pollio
- 43 v. Chr. – Flottenpräfekt, Zusammenziehung der römischen Flotte in Massilia, Ächtung und Proskription durch die Triumvirn
- 42 v. Chr. – Eroberung von Sizilien, Sieg über Octavian bei Messina (Scyllaeum) und Beginn des Blockadekriegs
- 40 v. Chr. – Unterstützung des Antonius im Perusinischen Krieg, Eroberung von Sardinien und Korsika
- 39 v. Chr. – Vertrag von Misenum, Rehabilitation der Proskribierten
- 38 v. Chr. – Verrat des Menodoros und Verlust von Sardinien und Korsika, 2. Seesieg gegen Octavian bei Messina (Rhegion)
- 36 v. Chr. – Sieg über Octavian bei Tauromenium und endgültige Niederlage gegen Agrippa bei Naulochos, Flucht nach Kephallenia.
- 35 v. Chr. – Letzte Kämpfe in Bithynien und Hinrichtung in Milet

## Rezeption
Antike
Die Forschung vermutet als wichtigste Quelle über Sextus Pompeius ein großes verlorenes Werk über die Bürgerkriege, möglicherweise das des Gaius Asinius Pollio, dessen ablehnende Tendenz sich über den ebenfalls sehr negativen Livius auf die späteren Historiker übertragen hat. Besonders die römischen Schriftsteller der frühen Kaiserzeit wollten dem „Seekönig“ nicht verzeihen, dass er den späteren Augustus mehrfach in schwere Bedrängnis gebracht hatte oder in schlechtem Licht erscheinen ließ. Die griechischen Autoren wie Appian zeigen dagegen ein ausgeglicheneres Urteil und bescheinigen Sextus, dass er für eine gerechte Sache kämpfte.
Die Verunglimpfung des Sextus durch die Schriftsteller der Kaiserzeit zeigt sich am deutlichsten bei Lucan (39–65 n. Chr.), in dessen Epos Pharsalia der Sohn des Pompeius Magnus als übler Pirat und furchtgetriebener Nekromantiker geschildert wird. Seine Figur steht damit im deutlichsten Kontrast zu Cato dem Jüngeren als dem idealisierten Helden des Werkes, obwohl beide für die gleiche Sache kämpften.
Frühe Neuzeit
Den eindrucksvollsten Auftritt in der Weltliteratur hatte der junge Pompeius in William Shakespeares Antonius und Cleopatra, wo der Dichter in Anlehnung an Plutarch darstellt, wie Sextus in Misenum seine Chance zum Griff nach der Weltherrschaft verpasst.
Moderne
Über die antiken Autoren der Kaiserzeit hat sich die abschätzige Beurteilung des Sextus Pompeius bis in die Moderne gehalten. Im 20. Jahrhundert war besonders Ronald Syme unter den exponiertesten Vertretern dieser Sicht. Dagegen kamen Moses Hadas 1930 und Franz Miltner 1952 zu einem deutlich günstigeren Urteil. Eine endgültige Wende hin zu einer positiven Bewertung, die stellenweise gar an romantische Verklärung grenzt, ergab sich erst durch die Studien von Anton Powell, Kathryn Welch und sieben weiteren Autoren (Alain M. Gowing, Hugh Lindsay, Benedict J. Lowe, Daniel Ogden, Shelley C. Stone, Charles Tesoriero, Lindsay Watson), deren Ergebnisse 2002 in einem Essayband publiziert wurden. Eine neue Biographie von Kathryn Welch ist 2011 erschienen.